# José María Murguía y Galardi
José María Murguía y Galardi (Oaxaca, Nueva España, 1769 - ?) fue un político, militar y escritor mexicano que participó en la independencia de México, quien fue el primer gobernador de Oaxaca.

## Semblanza biográfica
Fue un político, militar y escritor de la independencia de México, nombrado intendente de la provincia de Oaxaca durante la llegada de las tropas de José María Morelos.
Era sobre todo el encargado de recolectar los impuestos y de que la administración del gobierno independiente no tuviese ningún problema. 
Fue primer presidente del Congreso de Chilpancingo, intendente General y de Haciendas en Oaxaca, diputado a las Cortes de 1820 y primer gobernador de Oaxaca  de 1823 a 1824.
Durante su gobierno y gestión  se promulgaron el Acta Constitutiva de la Federación y lo más importante, la Constitución Federal de los Estados Unidos Mexicanos de 1824.
No hay que olvidar que también era escritor, aparte de político, por lo que una de sus obras más representativas fue Apuntamientos estadísticos de la provincia de Oaxaca. No se sabe la fecha exacta de su muerte.